# Аргентинский кечуа
Аргентинский кечуа (исп. Quechua santiagueño, quichua) — диалект южного кечуа, на котором разговаривают в центральной части провинции Сантьяго-дель-Эстеро (департаменты Фигероа, Роблес, Сармьенто, Сан-Мартин, Силипика, Лорето, Атамиски, Авельянеда, Салавина, Кебрачос, Митре, Агирре . часть департаментов Морено, Хуан-Фелипе-Ибарра, Табоада (вдоль реки Саладо), юго-восток провинции Сальта и Буэнос-Айрес. Оценки количества носителей колеблются от 60 до 150—300 тысяч человек.
Раньше на кечуа разговаривали также в провинции Тукуман, особенно в Долине Калчакиес (Valles Calchaquíes). В настоящий момент там нет носителей кечуа.
Кроме того, в провинции Жужуй несколько тысяч человек разговаривают на варианте кечуа, относящемся к боливийским диалектам диалектной группы Куско-Кольяо. Вблизи боливийской и чилийской границ, в Сьенега (Siénega или Cusi-Cusi), есть только одна школа, где преподаёт один учитель.
В Национальном университете Сантьяго-дель-Эстеро есть кафедра, занимающаяся изучением и сохранением языка.
Аргентинский кечуа отличается от боливийского, хотя имеет с ним около 81 % общей лексики. К особенностям аргентинского кечуа относится стяжение звукосочетаний:
awa в aa (qaay — видеть, смотреть)
nchik в ysh (nuqaysh — мы (инклюзивное))
В начале слова утрачен [h].